# Campionati mondiali di nuoto in vasca corta 2024 - 400 metri misti femminili
La gara dei 400 metri misti femminili dei campionati mondiali di nuoto in vasca corta 2024 si è svolta il 14 dicembre 2024 presso la Duna Aréna di Budapest.

## Podio
| Pos.    | Atleta          | Nazione       |
| ------- | --------------- | ------------- |
| Oro     | Summer McIntosh | Canada        |
| Argento | Katie Grimes    | Stati Uniti   |
| Bronzo  | Abbie Wood      | Gran Bretagna |

## Record
Prima della manifestazione il record del mondo (RM) e il record dei campionati (RC) erano i seguenti.
|  | 4'18"94 | Mireia Belmonte | 12 agosto 2017 Eindhoven |
|  | 4'19"86 | Mireia Belmonte | 3 dicembre 2014 Doha     |

Durante la competizione è stato migliorato il seguente record:
|  | 4'15"48 | Summer McIntosh |

## Programma
| Data             | Ora   | Turno    |
| ---------------- | ----- | -------- |
| 14 dicembre 2024 | 9:02  | Batterie |
| 14 dicembre 2024 | 18:30 | Finale   |

## Risultati

### Batterie
| Pos. | Batteria | Corsia | Atleta                 | Nazionalità   | Tempo       | Note |
| ---- | -------- | ------ | ---------------------- | ------------- | ----------- | ---- |
| 1    | 4        | 4      | Katie Grimes           | Stati Uniti   | 4'24"74     | Q    |
| 2    | 3        | 4      | Summer McIntosh        | Canada        | 4'25"86     | Q    |
| 3    | 4        | 5      | Mary-Sophie Harvey     | Canada        | 4'27"01     | Q    |
| 4    | 3        | 5      | Abbie Wood             | Gran Bretagna | 4'29"21     | Q    |
| 5    | 3        | 3      | Ellen Walshe           | Irlanda       | 4'29"78     | Q    |
| 6    | 4        | 3      | Tara Kinder            | Australia     | 4'30"17     | Q    |
| 7    | 4        | 6      | Kayla Hardy            | Australia     | 4'31"35     | Q    |
| 8    | 3        | 2      | Emma Carrasco          | Spagna        | 4'32"20     | Q    |
| 9    | 3        | 7      | Ayami Suzuki           | Giappone      | 4'33"52     |      |
| 10   | 2        | 2      | Kristen Romano         | Porto Rico    | 4'33"56     |      |
| 11   | 4        | 0      | Lilla Bognar           | Stati Uniti   | 4'33"77     |      |
| 12   | 3        | 1      | Zhou Yanjun            | Cina          | 4'34"08     |      |
| 13   | 2        | 4      | Misuzu Nagaoka         | Giappone      | 4'34"57     |      |
| 14   | 4        | 1      | Vivien Jackl           | Ungheria      | 4'35"61     |      |
| 15   | 4        | 8      | Laura Cabanes          | Spagna        | 4'37"33     |      |
| 16   | 4        | 7      | Boglárka Kapás         | Ungheria      | 4'37"46     |      |
| 17   | 2        | 5      | Clara Rybak-Andersen   | Danimarca     | 4'39"09     |      |
| 18   | 2        | 1      | Katja Fain             | Slovenia      | 4'39"26     |      |
| 19   | 4        | 2      | Viktoriia Blinova      | NAB           | 4'40"17     |      |
| 20   | 3        | 6      | Zheng Huiyu            | Cina          | 4'41"30     |      |
| 21   | 3        | 9      | Gina McCarthy          | Nuova Zelanda | 4'41"85     |      |
| 22   | 4        | 9      | Nikoleta Trníková      | Slovacchia    | 4'41"87     |      |
| 23   | 2        | 6      | Xiandi Chua            | Filippine     | 4'43"85     |      |
| 24   | 2        | 8      | Lee Hee-eun            | Corea del Sud | 4'44"78     |      |
| 25   | 2        | 7      | Jinjutha Pholjamjumrus | Thailandia    | 4'45"44     |      |
| 26   | 1        | 3      | Kinga Paradowska       | Polonia       | 4'45"70     |      |
| 27   | 2        | 3      | Ng Lai Wa              | Hong Kong     | 4'45"79     |      |
| 28   | 1        | 5      | Nicole Frank           | Uruguay       | 4'46"81     |      |
| 29   | 3        | 8      | Applejean Gwinn        | Taipei cinese | 4'51"26     |      |
| 30   | 1        | 4      | Karin Belbeisi         | Giordania     | 4'56"52     |      |
| DNS  | 2        | 0      | Inana Soleman          | Siria         | Non partita |      |
| DNS  | 3        | 0      | Gabrielle Roncatto     | Brasile       |             |      |

### Finale
| Pos.    | Corsia | Atleta             | Nazionalità   | Tempo   | Note |
| ------- | ------ | ------------------ | ------------- | ------- | ---- |
| Oro     | 4      | Summer McIntosh    | Canada        | 4'15"48 |      |
| Argento | 4      | Katie Grimes       | Stati Uniti   | 4'20"14 |      |
| Bronzo  | 6      | Abbie Wood         | Gran Bretagna | 4'24"34 |      |
| 4       | 3      | Mary-Sophie Harvey | Canada        | 4'26"09 |      |
| 5       | 2      | Ellen Walshe       | Irlanda       | 4'29"86 |      |
| 6       | 1      | Kayla Hardy        | Australia     | 4'30"01 |      |
| 7       | 7      | Tara Kinder        | Australia     | 4'30"87 |      |
| 8       | 8      | Emma Carrasco      | Spagna        | 4'31"18 |      |